# Lophosia felderi
Lophosia felderi är en tvåvingeart som först beskrevs av Brauer och Julius Edler von Bergenstamm 1893.  Lophosia felderi ingår i släktet Lophosia och familjen parasitflugor. Inga underarter finns listade i Catalogue of Life.